# Bobrůvka
Bobrůvka település Csehországban, a Žďár nad Sázavou-i járásban. Bobrůvka Bobrová, Sklené nad Oslavou, Radešín, Radenice, Pikárec és Bohdalec településekkel határos. Lakosainak száma 250 fő (2024. január 1.).

## Népesség
A település lakosságának változását az alábbi diagram mutatja:
| Lakosok száma | 412  | 394  | 347  | 328  | 282  | 240  | 246  | 240  | 238  | 250  |
|               | 1869 | 1900 | 1921 | 1961 | 1980 | 2011 | 2016 | 2019 | 2021 | 2024 |